# كيستا

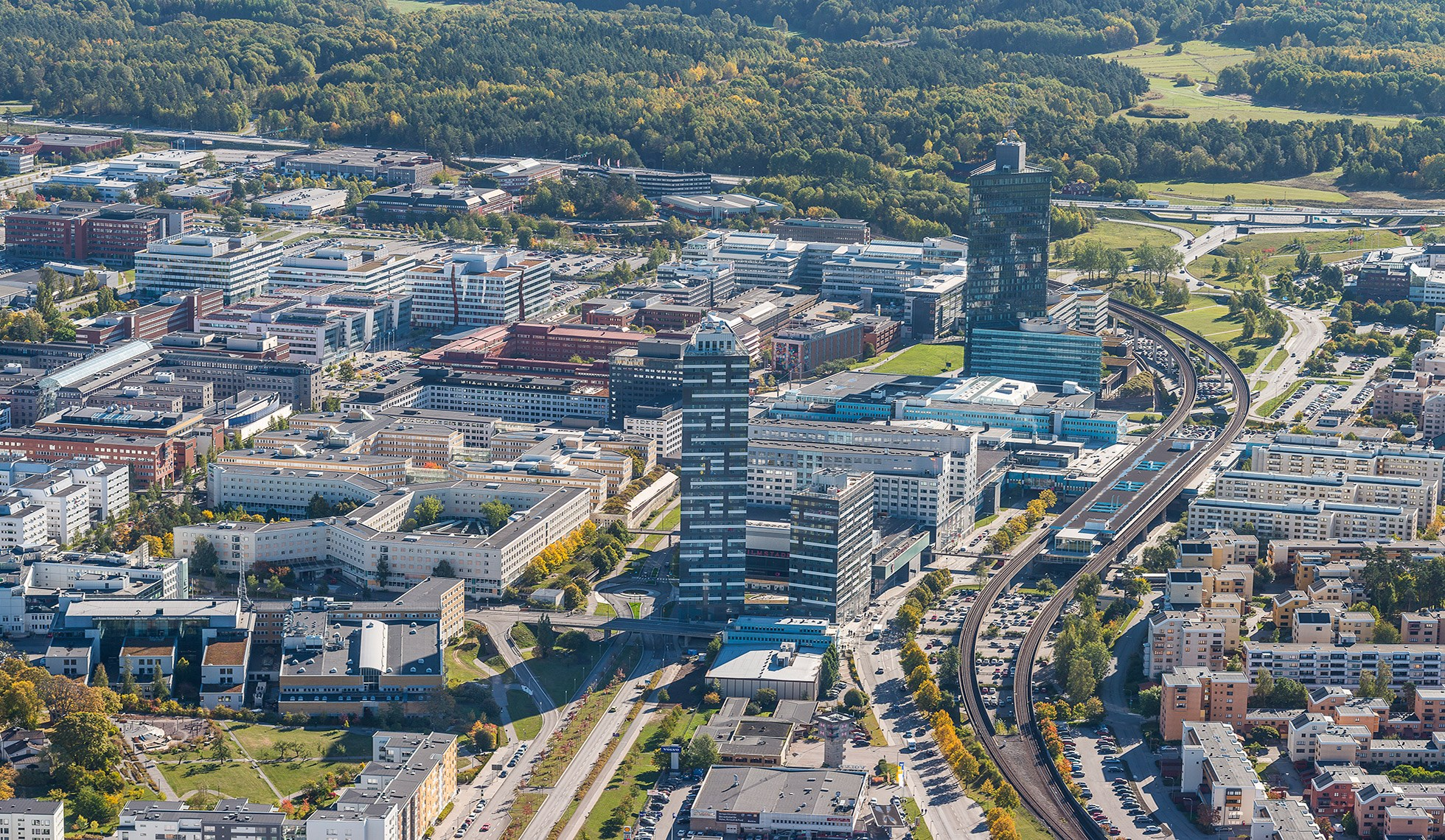

```
كيستا
 : هي منطقة في حي رينكيبي كيستا، 
ستوكهولم
، 
السويد
. تتمتع بموقع استراتيجي بين مطار السويد الرئيسي 
ومطار ستوكهولم أرلاندا الدولي
 ووسط ستوكهولم، وبجانب الطريق السريع الوطني الرئيسي E4 (الشريان الاقتصادي). 
```

تضم كيستا مناطق سكنية وتجارية، ومؤخرا في صناعة الاتصالات وتكنولوجيا المعلومات عالية التقنية. وهناك جهود بحثية كبيرة في هذا المنطقة بأكملها، وبتالي لقبت باسم مدينة كيستا للعلوم. إنها حديقة الأبحاث التابعة للمعهد الملكي للتكنولوجيا KTH.
كيستا هي أكبر تجمع لتكنولوجيا المعلومات والاتصالات (ICT) في أوروبا، وثاني أكبر تجمع في العالم بعد وادي السيليكون في كاليفورنيا. إنها أكبر منطقة مشتركة في السويد، وهي مهمة للاقتصاد الوطني نظرًا لوجودها بين الاخرين، مجموعة إريكسون، أكبر مؤسسة في السويد.
مدينة كيستا للعلوم هي الموقع الذي يتم فيه تطوير جزء كبير من البحث والتطوير للبنية التحتية للهاتف المحمول 4G LTE في العالم، ETSI أحد معايير الأوروبية المستخدمة في جميع أنحاء العالم وبمدينة كيستا للعلوم، كان أكبر تجمع من هذا القبيل في أوروبا منذ عقود. تتم الغالبية في شركة إريكسون، التي يعمل بها 100000 موظف حول العالم، ولكن مع أبحاثها ومقرها العالمي في مدينة كيستا للعلوم.
سميت كيستا على اسم مزرعة قديمة «كيستا جارد»، لا تزال تقع في المنطقة. بدأ بناء الأجزاء الحديثة في السبعينيات. تمت تسمية معظم الشوارع في كيستا على أسماء مدن وأماكن في الدنمارك وأيسلندا وجرينلاند وجزر فارو. قبل افتتاح مول الدول الاسكندنافية، كانت "Kista Galleria" أكبر مركز تسوق في منطقة ستوكهولم. بسبب صناعاتها في مجال تكنولوجيا المعلومات والاتصالات، أصبح يشار إليها في الثمانينيات باسم "Chipsta" وبعد انضمام السويد إلى الاتحاد الأوروبي في عام 1995، أصبحت أيضًا «وادي السيليكون» في أوروبا.

## الاقتصاد
كيستا هي أكبر منطقة مشتركة في السويد ومهمة للاقتصاد الوطني. بدأ إنشاء القسم الصناعي في كيستا في السبعينيات من القرن الماضي مع شركات مثل (SRA ,Svenska Radioaktiebolaget ، والان جزء من Ericsson)
و (RIFA AB ومن ثم أصبحت Ericsson Microelectronics AB وبقيت، والآن Infineon Technologies)، و IBM Svenska AB (الفرع السويدي لشركة IBM).
يقع المقر الرئيسي لشركة إريكسون في كيستا منذ عام 2003.

### البحث والتعليم العالي
تستضيف كيستا أقسامًا كاملة لكل من المعهد الملكي للتكنولوجيا KTH ، مثل Wireless @ KTH ، وجامعة ستوكهولم (المعروفة سابقًا باسم «جامعة تكنولوجيا المعلومات»).
هناك أيضًا معاهد بحثية وطنية سويدية (بحث نقي، لا يوجد طلاب) مثل المعهد السويدي لعلوم الكمبيوتر ووكالة أبحاث الدفاع السويدية F0I، ومقرها هناك، تمامًا مثل Ericsson, Swedish IBM and Tele 2 من بين الاخرين
كما يقع المركز السويدي المشترك التابع لمنظمة تعليم الابتكار وريادة الأعمال في الاتحاد الأوروبي EIT Digital في كيستا ويقدم برنامج ماجستير لمدة عامين بالتعاون مع المعهد الملكي للتكنولوجيا KTH.